# بریش (شهرستان بلورتسکی، باشقیرستان)
بریش (انگلیسی: Brish, Beloretsky District, Republic of Bashkortostan) یک شهرک در شهرستان بلورتسکی باشقیرستان کشور روسیه است.